# Săveni
Săveni – miasto w północno-wschodniej Rumunii (środkowa część okręgu Botoszany) w Mołdawii.
W mieście mieści się muzeum archeologiczne.